# Tim Guldimann
Tim Guldimann, né le 19 septembre 1950 à Zurich (originaire de Lostorf), est un diplomate, politologue et homme politique suisse, membre du parti socialiste.

## Biographie
Tim Guldimann naît le 19 septembre 1950 à Zurich. Il est originaire de Lorstorf, dans le canton de Soleure. Il grandit à Uitikon, dans le canton de Zurich.
Après des études d''économie à l'Université de Zurich de 1969 à 1974, Tim Guldimann travaille à l'Institut Max Planck de recherches sur les conditions de vie dans le monde à Starnberg en Allemagne de 1976 à 1979 puis effectue des séjours de recherche dans divers pays.  
Il est engagé par le Département fédéral des affaires étrangères en 1981. Il est notamment responsable des négociations avec l'Union européenne sur le dossier de la recherche de 1991 à 1995, directeur du groupe de soutien de l'OSCE en Tchétchénie de 1996 à 1997 et chef de la mission de l'OSCE en Croatie de 1998 à 1999. Tim Guldimann est ambassadeur suisse en Iran de 1999 à 2004 puis, après une mission au Kosovo pour l'OSCE en 2007, ambassadeur suisse en Allemagne de 2010 à 2015. 
En 2015, alors qu'il réside à Berlin, il est le premier Suisse de l'étranger élu au Conseil national. Membre du Parti socialiste, il représente le canton de Zurich. Pendant son mandat, il souhaite améliorer la situation des Suisses de l'étranger qui, selon lui, « ne reçoivent pas l’attention et le respect qu'ils méritent ». Constatant sa difficulté à concilier sa vie à l'étranger et son mandat politique, il y renonce début 2018. Fabian Molina le remplace au Conseil national. 
Il est marié à la journaliste et porte-parole suppléante du gouvernement allemand Christiane Hoffmann (de), et père de deux enfants. 